# Radelgaire Ier de Bénévent
Radelgaire Ier de Bénévent est prince lombard de Bénévent de mai-juin 851 à 853,
Radelgaire est le fils aîné de Radelchis de Bénévent et son successeur comme prince lombard de Bénévent, de la mort de ce dernier en 851 il règne 3 ans et 3 mois selon le « Chronicon Salernitanum », jusqu'en 853.
La mère de Radelgaire est Carétrude et c'est son frère, Adalgis de Bénévent, qui lui succède comme prince parce que son propre fils, Gaideris, est trop jeune. Sa fille épouse Landon III de Capoue.

## Sources
- L'art de vérifier les dates Chronologie historique des ducs de Bénévent
- Jules Gay L'Italie méridionale et l'Empire byzantin depuis l'avènement de Basile Ier jusqu'à la prise de Bari par les Normands (867-1071) Albert Fontemoing éditeur, Paris 1904 p. 636.